# Namounou
Namounou ist sowohl eine Gemeinde (französisch commune rurale) als auch ein dasselbe Gebiet umfassendes Departement im westafrikanischen Staat Burkina Faso, in der Region Est und der Provinz Tapoa. 2006 wurden 15.077 Einwohner gezählt.